# Odorant binding protein
Le Odorant binding proteins (OBP) o proteine leganti gli odori sono piccole proteine solubili abbondanti nel secreto del muco nasale di molte specie animali e sono presenti in alta concentrazione (circa 10 mM) anche nella linfa sensillare dei sensilli chemosensoriali degli insetti. Queste proteine sono state inizialmente identificate in base alla loro capacità di legarsi con moderata affinità con degli odoranti radioattivi. Inizialmente le Odorant binding proteins sono state descritte come trasportatori (carriers) delle molecole olfattive attraverso la mucosa nasale che ricopre l'epitelio olfattivo. Le molecole olfattive sono infatti generalmente di natura idrofobica e la mucosa nasale è uno strato acquoso che ricopre l'epitelio olfattivo. Negli ultimi due decenni vi è stata una intensa ricerca sulla funzione presunta di queste proteine, tuttavia, il ruolo fisiologico preciso di queste proteine ancora rimane sconosciuto.

## Struttura
Le Odorant Binding Proteins sono caratterizzate da specifici domini composti da sei α-eliche collegate tra loro da tre ponti disolfuro. Esse sono piccole proteine di peso molecolare di circa 14 kDa. Sono molto stabili e possono cambiare la loro struttura per accogliere anche molecole di grandi dimensioni. Le OBP legano gli odoranti ai recettori accoppiati a proteine G (GPCR) posti sulle ciglia olfattive. La dimensione della famiglia di geni OR (recettori olfattivi) nei mammiferi è estremamente ampia e varia dai circa 700 geni nell'uomo (la metà dei quali sono funzionali) a oltre 1.200 geni nei roditori (di cui circa i due terzi sono funzionali).

## Funzione
Nei vertebrati, la percezione di odori e feromoni è mediata dalle Odorant Binding Proteins, piccole proteine trasportatrici solubili che appartengono alla famiglia delle lipocaline e che sono presenti nell’area perirecettoriale. Quelle secrete dalla mucosa nasale sono chiamate appunto proteine leganti gli odori (OBP) proprio per la loro attività di legame verso i composti organici volatili (VOC).
Per quanto riguarda la loro funzione, si ritiene che le OBP aumentino la solubilità degli odoranti idrofobici legandoli e trasportandoli fino ai dendriti dei neuroni sensoriali.

## La via di trasduzione del segnale olfattivo
La percezione dell’odore nei vertebrati avviene nelle ciglia dei neuroni olfattivi sensoriali (OSN) ed è mediata principalmente dalla via di segnalazione cAMP dipendente. Il legame tra le OBP e gli odoranti sui GPCR per essi specifico permette a questo di interagire con una proteina Golf, la quale lega l’Adenilil Ciclasi III (AC), che a sua volta catalizza la sintesi di cAMP a partire da ATP. La proteina Golf opera attraverso l’apertura dei canali ionici regolati da nucleotidi ciclici (CNG) che portano alla depolarizzazione della cellula, inducendo l'ingresso di Na+ e Ca2+ e la conseguente fuoriuscita di Cl-. Questa depolarizzazione permette l'invio del segnale su tutto il neurone bipolare fino al bulbo olfattivo, quindi al tratto olfattivo.